# Kyōrin-Universität

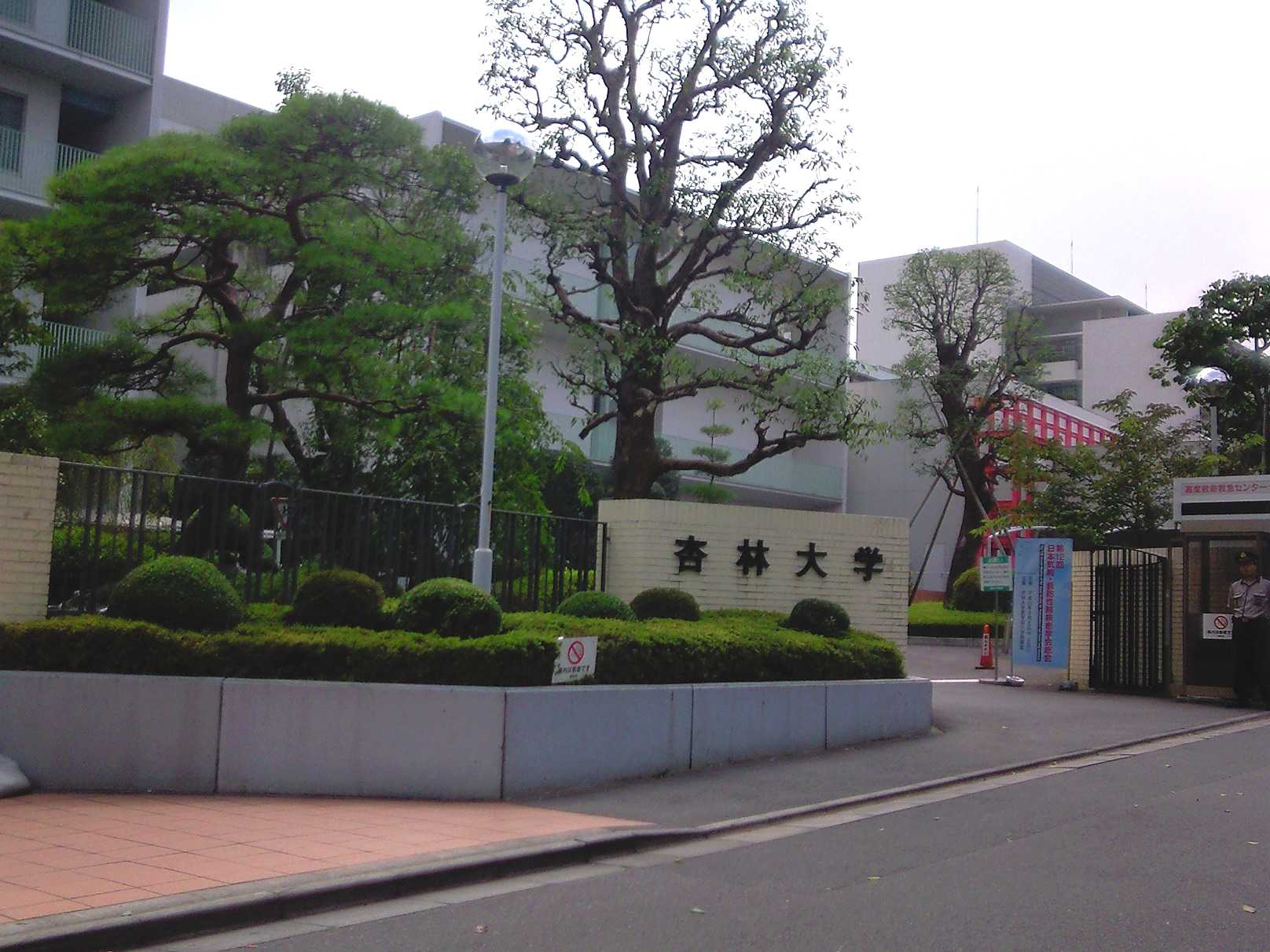
Kyorin University

Die Kyōrin-Universität (jap. 杏林大学, Kyōrin Daigaku) ist eine Privatuniversität in der Präfektur Tokio, Japan.
Zum 1. Mai 2018 studierten an der Universität 5452 Studenten bei 781 Lehrenden, wobei insbesondere in der Fakultät für Medizin auf 1,8 Studenten ein Dozent kommt. Zur Hochschule gehört noch das Kyōrin-Universitätskrankenhaus mit über 1000 Betten und 1364 Krankenschwestern und eine Fachschule (semmon gakkō) für Krankenpflege.

## Geschichte
Die Geschichte geht auf das im Jahr 1953 von Shin’yū Matsuda (松田 進勇) gegründete Krankenhaus Mitaka-Shinkawa (heute Kyōrin-Universitätskrankenhaus) zurück. 1966 wurde die Kyōrin-Gakuen-Kurzhochschule gegründet, die heutige Fakultät für Gesundheitswissenschaften. 1970 erfolgte die Einrichtung der Fakultät für Medizin und die Erhebung zur vollwertigen Hochschule. 1979 entstand die Fakultät für Gesundheitswissenschaften und 1984 kam die Fakultät für Sozialwissenschaften und 1988 die Fakultät für Fremdsprachen hinzu.

## Fakultäten
- Mitaka-Campus (in Mitaka, Präfektur Tokio), Hauptcampus:
  - Fakultät für Medizin
- Inokashira-Campus (in Mitaka, Präfektur Tokio):
  - Fakultät für Gesundheitswissenschaften
  - Fakultät für Sozialwissenschaften
  - Fakultät für Fremdsprachen
- Graduate School
- Hachiōji-Campus (in Hachiōji, Präfektur Tokio)